# Crenidorsum coimbatorensis
Crenidorsum coimbatorensis là một loài côn trùng cánh nửa trong họ Aleyrodidae, phân họ Aleyrodinae.
Crenidorsum coimbatorensis được David & Subramaniam miêu tả khoa học đầu tiên năm 1976.